# Матанса
Матанса (ісп. Matanza) — муніципалітет в Іспанії, у складі автономної спільноти Кастилія-і-Леон, у провінції Леон. Населення — 242 особи (2010).
Муніципалітет розташований на відстані близько 250 км на північний захід від Мадрида, 44 км на південний схід від Леона.
На території муніципалітету розташовані такі населені пункти: (дані про населення за 2010 рік)
- Матанса-де-лос-Отерос: 137 осіб
- Вальдеспіно-Серон: 56 осіб
- Саламільяс: 49 осіб

## Демографія
Динаміка населення (INE ):